# 織田純子
織田 純子（おだ あつこ、明治17年（1884年）3月9日 - 明治44年（1911年）6月13日）は、明治時代の皇族、織田秀実子爵夫人。皇族時代の名と身位は純子女王。

## 生涯
久邇宮朝彦親王の第9王女、母は女房寺尾宇多子（側室）。
1901年（明治34年）11月27日、織田秀実子爵に降嫁した。

## 家族
- 父：久邇宮朝彦親王
- 母：寺尾宇多子
- 同母弟：東久邇宮稔彦王
- 夫：織田秀実
- 子女：
  - 信一（1902年生、子爵位を相続するが早世[3]）
  - 長利（1904年生、兄の早世後に襲爵[3]）
  - 信定（1905年生[3]）
  - 豊子（1906年生[3]、大原次郎夫人）